# Sypilus orbignyi
Sypilus orbignyi es una especie de escarabajo del género Sypilus, familia Cerambycidae. Fue descrita por Guérin-Méneville en 1840. Se encuentra en Paraguay y Argentina.